# Natàlia Poklónskaia
Natàlia Vladímirovna Poklónskaia (rus: Ната́лья Влади́мировна Покло́нская, ucraïnès: Ната́лія Володи́мирівна Покло́нська, Natàlia Volodímirovna Poklónskaia, nascuda el 18 de març de 1980 a Mikhàilovka, Óblast de Lugansk, RSS d'Ucraïna, Unió Soviètica) és una advocada i fiscal russa, que va exercir com a Fiscal General de la República de Crimea, sent designada oficialment mitjançant un decret presidencial del 2 de maig de 2014. Anteriorment, tenia el lloc de fiscal major en l'oficina d'apel·lacions i tenia rang de Consellera de Justícia en la Fiscalia General d'Ucraïna. El setembre de 2016 va renunciar al càrrec després de ser elegida com a diputada en la Duma Estatal pel partit Rússia Unida, assumint el 5 d'octubre del mateix any.